# Муар (візерунок)

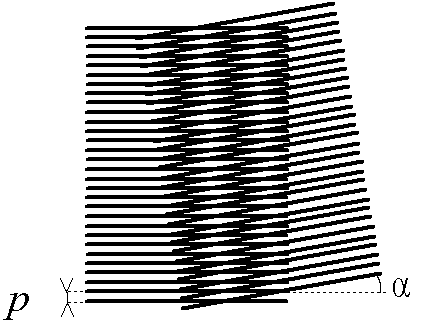
Приклад муару

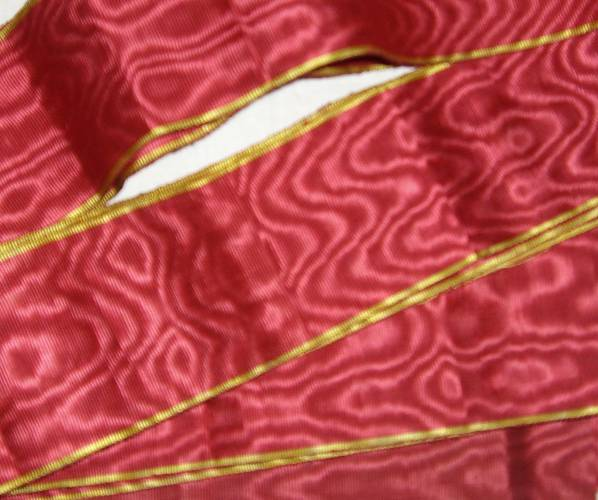
Муарова стрічка

Муа́р (від фр. moiré — «муаровий») — інтерференційний візерунок, створений, наприклад, при накладенні двох періодичних сітчастих малюнків. Явище зумовлене тим, що елементи двох малюнків, що повторюються, йдуть з трохи різною частотою і то накладаються один на одного, то утворюють проміжки.

## Виникнення муару в процесі сканування
Найчастіше в повсякденному житті муар з'являється під час сканування зображень, надрукованих поліграфічним способом. Це виникає через те, що сканер повторно раструє зображення, на якому вже є оригінальний растр. Простіше це можна уявити так: якщо взяти кальку з одним орнаментом і накласти її на кальку з тим же орнаментом, але зображеним під іншим кутом, то вихідний орнамент відрізнятиметься від першого і від другого. Якщо ж накласти їх так, щоб вони збігались, то перший орнамент збігатиметься з другим. Ось як це виглядає:

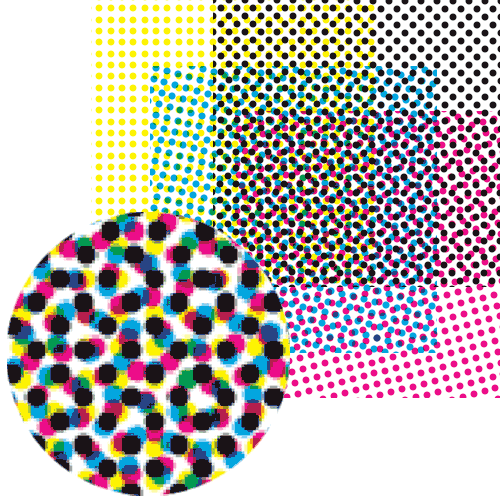
Муар зблизька

Круглі «розетки» на перетині двох прямокутників і призводять до спотворення зображення, яке видно на першому зображенні.

## Виникнення муару в процесі растрування
Муар також може виникнути через неправильне встановлення кутів між лініями основних кутів під час растрування. І одне, і інше є, фактично, інтерференцією двох наборів ліній растру. Розрізняють декілька видів розеток муару. Найчастіше, за видом розетки можна визначити причину виникнення явища.

## Фізичні основи виникнення муару
Сканування, фактично, являє собою модуляцію сигналів у вузлах сітки сканера яскравістю вузлів типографського растру. В загальному вигляді виходить добуток двох модульованих синусоїд (решіток) з різним періодом просторових коливань. Одна гармоніка може мати більший період, що є рівний сумі періодів обох решіток, що і призводить до виникнення муару. Інша завжди має період, рівний модулю різниці періодів решіток і зникає тому, що не може бути реалізована із вказаною роздільною здатністю сканування.

## Кольори, що впливають на муар
В колірній системі CMYK один з кольорів (тобто його кут) не впливає на виникнення муару. Це жовтий колір.